# Ellemeet
Ellemeet est un village appartenant à la commune néerlandaise de Schouwen-Duiveland, situé dans la province de la Zélande. Le 2 janvier 2008, le village comptait 338 habitants.
Ellemeet était une commune indépendante jusqu'au 1er janvier 1961. À cette date, la commune fusionna avec Elkerzee, Duivendijke et Kerkwerve pour former la nouvelle commune de Middenschouwen.